# Demografia de Guatemala
La demografia de Guatemala reflecteix els canvis en la seva població i com s'estructura aquesta. Al 2010 la població de Guatemala era de 14.341.000, cosa que en feia el país més poblat de l'Amèrica Central. La majoria de la població és rural encara que la urbanització s'accelera. La Ciutat de Guatemala és la ciutat més poblada de l'Amèrica Central; hi viuen 2,8 milions de persones.
La població guatemalenca és molt diversa, formada principalment per mestissos (anomenats ladinos) 50%, els 24 grups indígenes 40%. Al segle XIX i gran part del XX Guatemala va rebre onades migratòries, sobretot d'alemanys, els alemanys van construir finques de cafè a les regions altes del país, on feren les seves pròpies famílies. L'idioma oficial de Guatemala és el castellà.
Avui en dia les majors comunitats estrangeres a Guatemala provenen dels països de l'Amèrica Central (principalment d'El Salvador), de Corea del Sud, Estats Units, Mèxic, Espanya i altres secundàries de Colòmbia, la Xina i altres països.
La població de Guatemala va creixent de manera ràpida; a l'any 1893 hi havia 481,945 persones, cap a 1900 es va duplicar a 885.000 persones. Segons el cens del 2010, viuen prop d'1,3 milions de guatemalencs a l'exterior, dels quals 1.044.229 viuen als Estats Units, augmentant de 372.487 el 2000. Hi ha comunitats de guatemalencs al Canadà, Mèxic, Europa, Veneçuela, Argentina, Palestina, l'Aràbia Saudita, Corea del Sud, Austràlia, etc.

## població

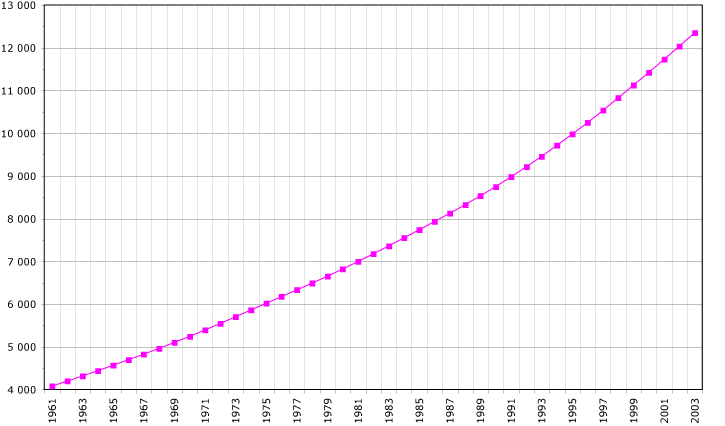
creixement de la població guatemalenca.

D'acord amb la revisió 2012 dels World Population Prospects la població total era de 14.342.000 el 2010, en comparació amb només 3.146.000 el 1950. El 37,6% aquesta entre els 25 i 54 anys, el 56,3% aquesta entre els 0 als 25 anys i el 4,2% té més de 65 anys. Encara que segons el cens del 2002, el 65% de la població guatemalenca té menys de 30 anys. El 53% de la població és femenina i el 47% és masculina. El 70,4% està alfabetitzat i el 51% viuen en la pobresa on el 20,9% viuen en pobresa extrema.
|       | població total (x 1000) | proporció edat 0–14 (%) | proporció edat 15–64 (%) | proporció edat 65+ (%) |
| ----- | ----------------------- | ----------------------- | ------------------------ | ---------------------- |
| 1950  | 3.146                   | 44,6                    | 52,9                     | 2,5                    |
| .1955 | 3.619                   | 45,4                    | 52,0                     | 2,6                    |
| .1960 | 4.141                   | 45,8                    | 51,6                     | 2,7                    |
| .1965 | 4.736                   | 45,2                    | 52,0                     | 2,8                    |
| .1970 | 5.416                   | 44,6                    | 52,5                     | 2,9                    |
| .1975 | 6.194                   | 44,8                    | 52,3                     | 2,9                    |
| .1980 | 7.001                   | 45,4                    | 51,6                     | 3,0                    |
| 1985  | 7.920                   | 45,7                    | 51,2                     | 3,1                    |
| 1990  | 8.890                   | 45,4                    | 51,3                     | 3,4                    |
| 1995  | 9.984                   | 44,9                    | 51,4                     | 3,7                    |
| 2000  | 11.204                  | 44,1                    | 51,9                     | 4,0                    |
| 2005  | 12.679                  | 43,2                    | 52,6                     | 4,3                    |
| 2010  | 14.342                  | 41,5                    | 54,1                     | 4,4                    |

### Població per departament
| 1                                               | Departament de Guatemala      | 3.306.397 | 10 | Departament de Totonicapán | 18      | Departament de Retalhuleu | 325.556 |
| 2                                               | Departament de Huehuetenango  | 1.234.593 | 11 | Departament de Sololá      | 19      | Baja Verapaz              | 291.903 |
| 3                                               | Alta Verapaz                  | 1.219.585 | 12 | Departament de Jutiapa     | 20      | Departament de Zacapa     | 291.903 |
| 4                                               | Departament de San Marcos     | 1.095.997 | 13 | Izabal                     | 445.125 |                           |         |
| 5                                               | Departament de Quetzaltenango | 844.906   | 14 | Departament de Chiquimula  | 397.202 |                           |         |
| 6                                               | Departament d'Escuintla       | 746.309   | 15 | Departament de Santa Rosa  | 367.569 |                           |         |
| 7                                               | El Petén                      | 711.585   | 16 | Departament de Jalapa      | 345.926 |                           |         |
| 8                                               | Departament de Chimaltenango  | 666.938   | 17 | Sacatepéquez               | 336.606 |                           |         |
| 9                                               | Suchitepéquez                 | 555.261   | 18 | Total                      | --      | 15.806.675 (2014)         |         |
| Source: National Institute of Statistics (INE). |                               |           |    |                            |         |                           |         |

## Estadístiques demogràfiques del CIA World Factbook[8]

### Proporció de sexes
- En néixer: 1,05 home (s) / dona (s)
- Menors de 15 anys: 1,033 home (s) / dona (s)
- 15-64 anys: 0,941 home (s) / dona (s)
- 65 anys i més: 0,861 home (s) / dona (s)
- Població total: 0,974 home (s) / dona (s) (2007 est.)

### L'esperança de vida en néixer
- Població total: 70,88 anys
- Homes: 69,03 anys
- Dones: 72,83 anys (2011 est.)

### Idiomes
- Espanyol: 60%
- Llengües aborígens: 40%

### Religions
- Catolicisme
- Protestantisme
- Creences maies

### Alfabetització
- Definició: majors de 15 anys saben llegir i escriure
- Població total: 76,03%
- Masculina: 79,89%
- Femení: 72,54% (cens de 2002)